# 1943 en Colombie-Britannique
Chronologie de la Colombie-Britannique
- 1939
- 1940
- 1941
- 1942
- 1943
- 1944
- 1945
- 1946
- 1947

Cette page concerne des événements qui se sont produits durant l'année 1943 dans la province canadienne de Colombie-Britannique.

## Politique
- Premier ministre : John Hart.
- Chef de l'Opposition : Harold Winch du Parti social démocratique du Canada
- Lieutenant-gouverneur : William Culham Woodward
- Législature :

## Événements
- Mise en service à Taylor, du Peace River Bridge, pont suspendu sur la Peace River[1].
- 23 mai : le premier ministre de l'Alberta William Aberhart meurt en fonction , à l'âge de 64 ans, lors d'une visite à Vancouver, dans la province canadienne de la Colombie-Britannique .

## Naissances
- 21 novembre : Denise Savoie, députée de Victoria (2006-2012) et présidente adjoint de la Chambre des communes du Canada.